# KolibriOS
KolibriOS é um pequeno sistema operacional criado em Assembly, que é capaz de funcionar em apenas um único disquete. Foi criado com base no MenuetOS e é dotado de ambiente gráfico bastante simples, porém amigável.
Ele é dotado de diversos programas, inclusive não somente clientes, como também de serviço de servidor de HTTP e FTP, estação servidora de MP3, suporta acesso discado via hardmodem, depuração de stacks de seu dispositivo de rede conectado, pequeno editor de texto ASCII, montador FASM, reprodutor de mídia AVI, editor de imagens e ícones, um reprodutor de CDs de áudio, navegador web, navegador de arquivos e imagens e alguns jogos.